# 旧伊深村役場庁舎
旧伊深村役場庁舎（きゅういぶかむらやくばちょうしゃ）は、岐阜県美濃加茂市伊深町895にある建築物（旧役場庁舎）。登録有形文化財。
大幅な改修が行われ、地域交流施設となっている。内部はカフェとして使用されている。

## 歴史

### 伊深村役場庁舎時代
1936年（昭和11年）3月、加茂郡伊深村の役場庁舎として竣工した。1943年（昭和18年）に議会棟が増築された。

### 公共施設時代
1954年（昭和29年）4月1日に伊深村などが合併して美濃加茂市が発足すると、美濃加茂市役所伊深支所に転用された。1969年（昭和44年）には美濃加茂市役所の組織変更により、美濃加茂市役所伊深連絡所に改称した。
1981年（昭和56年）に伊深連絡所が新築移転すると、建物は伊深自治会館に転用された。

### 近年の動向

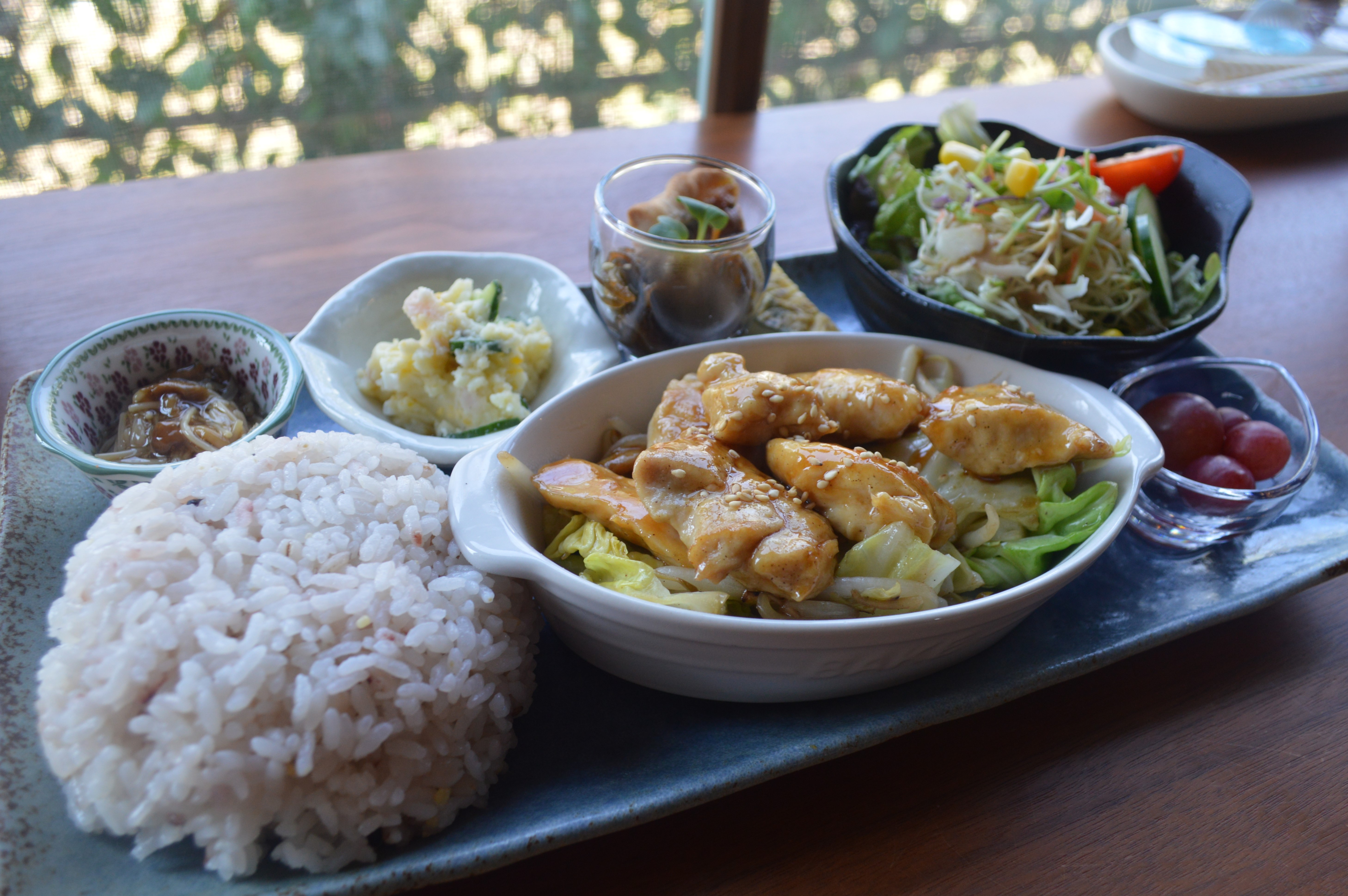
いぶカフェ

2016年（平成28年）11月29日には国の登録有形文化財に登録された。老朽化のため取り壊しも検討されていたが、登録を機に地域の交流拠点施設として整備されることとなり、早稲田大学創造理工学部古谷誠章研究室のデザイン監修のもと、2017年（平成29年）11月に創建当時の外観の復原、議会棟の解体、内部の大幅改修（厨房の設置、客室への改装など）の工事が行われ、2018年（平成30年）3月に工事が完成、同年5月25日にリニューアルオープン記念式典が行われた。
2018年（平成30年）6月から和風のカフェが営業していたが、2020年（令和2年）3月に閉店。2021年（令和3年）4月からは地元の野菜を使用した料理やジビエ料理を提供するカフェが営業している。

## 建築

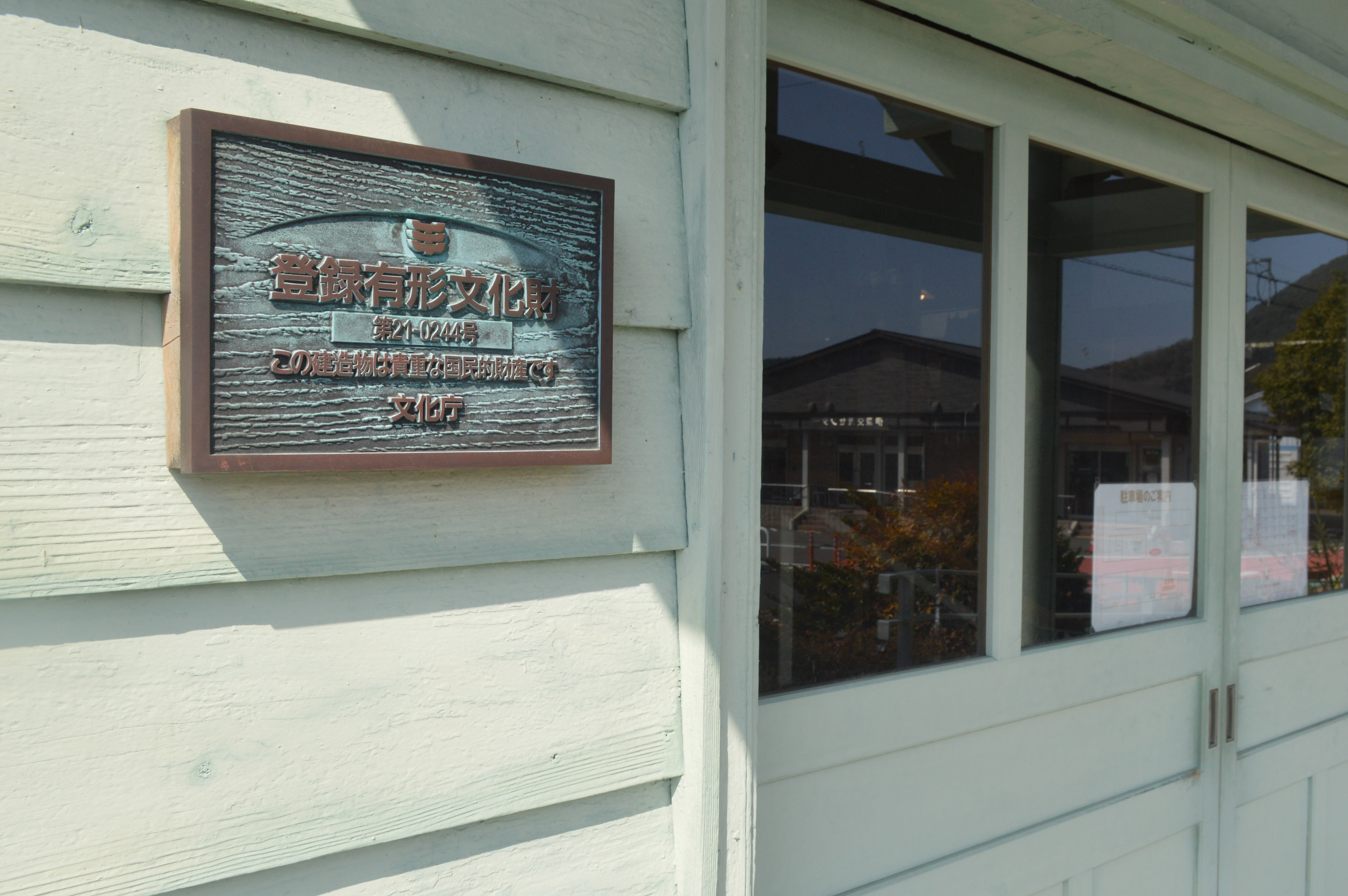
建物入口

1936年（昭和11年）3月竣工の木造平屋建。西洋建築を基調に和風の意匠と技法を取り入れた建物であり、左右対称性の強い正面外観が特徴。建物はコの字型であり、中央に起り屋根の切妻玄関、正面左右に切妻破風がある。建築面積は125m2。延床面積は135.152。

## 交通アクセス
公共交通機関
- あい愛バスさとやま線、「伊深交流センター」バス停下車、徒歩約2分

## 周辺施設
- 美濃加茂市役所伊深連絡所・伊深交流センター・JAめぐみの伊深営業所
- 美濃加茂市立伊深小学校